# Said Mohamed Djohar
Said Mohamed Djohar (Mahajanga, 22 agosto 1918 – Moroni, 23 febbraio 2006) è stato un politico comoriano.
È stato il Presidente delle Comore dal novembre 1989 al settembre 1995 e nuovamente dal gennaio al marzo 1996.